# Вахдат (район Сангвор)
Вахдат, или Вахдатский джамоат (тадж. Ҷамоати деҳоти Ваҳдат) — административная единица,  сельская община (джамоат) в Сангворском районе — районе республиканского подчинения Таджикистана.
Административный центр общины — село Лоджург, который расположен 80 км восточнее райцентра.
Расположена в горной местности, в долине реки Обихингоу (Хингоб).
Население — 2112 человек (2017 год).
В состав сельской общины входят 15 сельских населённых пунктов. 
Сёла — Алисурхон, Арзинг, Бурса, Говд, Дараикалп, Лангар, Лоджург, Над, Найгуф, Нусони, Рога, Сангвор, Сарха, Сикат, Хубон.

## История
29 марта 2012 года за счёт разукрупнения дехота (джамоата) Сангвор был образован дехот Вахдат с центром в селе Лоджург. В него вошли сёла Говд, Алисурхон, Нусони, Лангар, Лоджург, Сарха, Хубон, Сикад, Рога, Арзинг, Сангвор и Найгуфт дехота Сангвор.